# Amorphoscelis annulicornis
Amorphoscelis annulicornis es una especie de mantis de la familia Amorphoscelidae.

## Distribución geográfica
Se encuentra en Sri Lanka, India, Nepal y  Malasia.